# Evangelische Stadtkirche (Herzogenaurach)
Die Evangelische Stadtkirche ist ein protestantischer Kirchenbau in der mittelfränkischen Kleinstadt Herzogenaurach und wurde 2010 nach Plänen von Eberhard Wimmer errichtet. 

Die erste evangelische Kirche, die den Namen Christuskirche trug, wurde 1933 erbaut. Diese wurde 2010 durch einen größeren und modernen Neubau ersetzt, der nun nur noch den Titel Stadtkirche trägt.

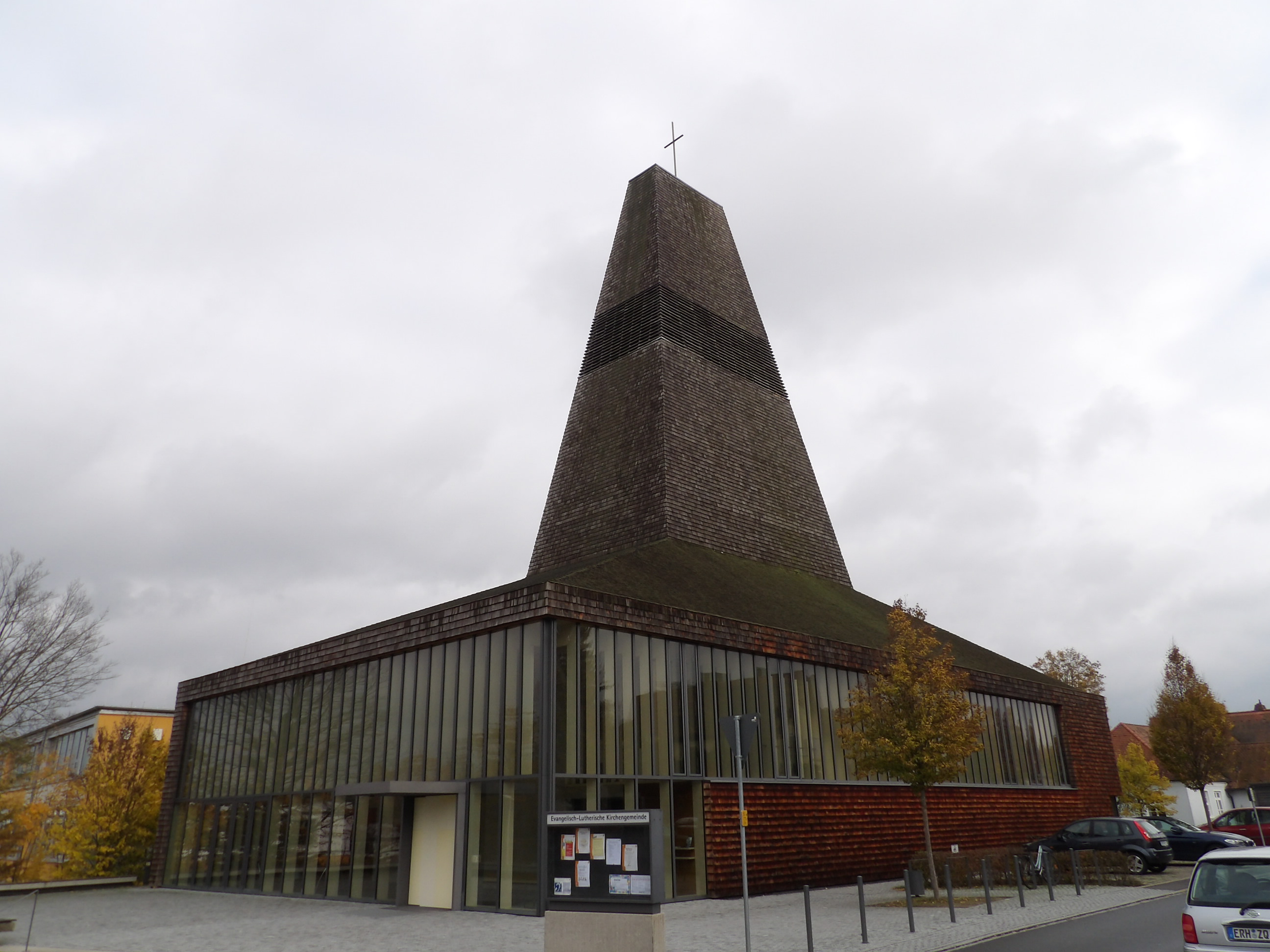
Evangelische Kirche Herzogenaurach

## Geschichte

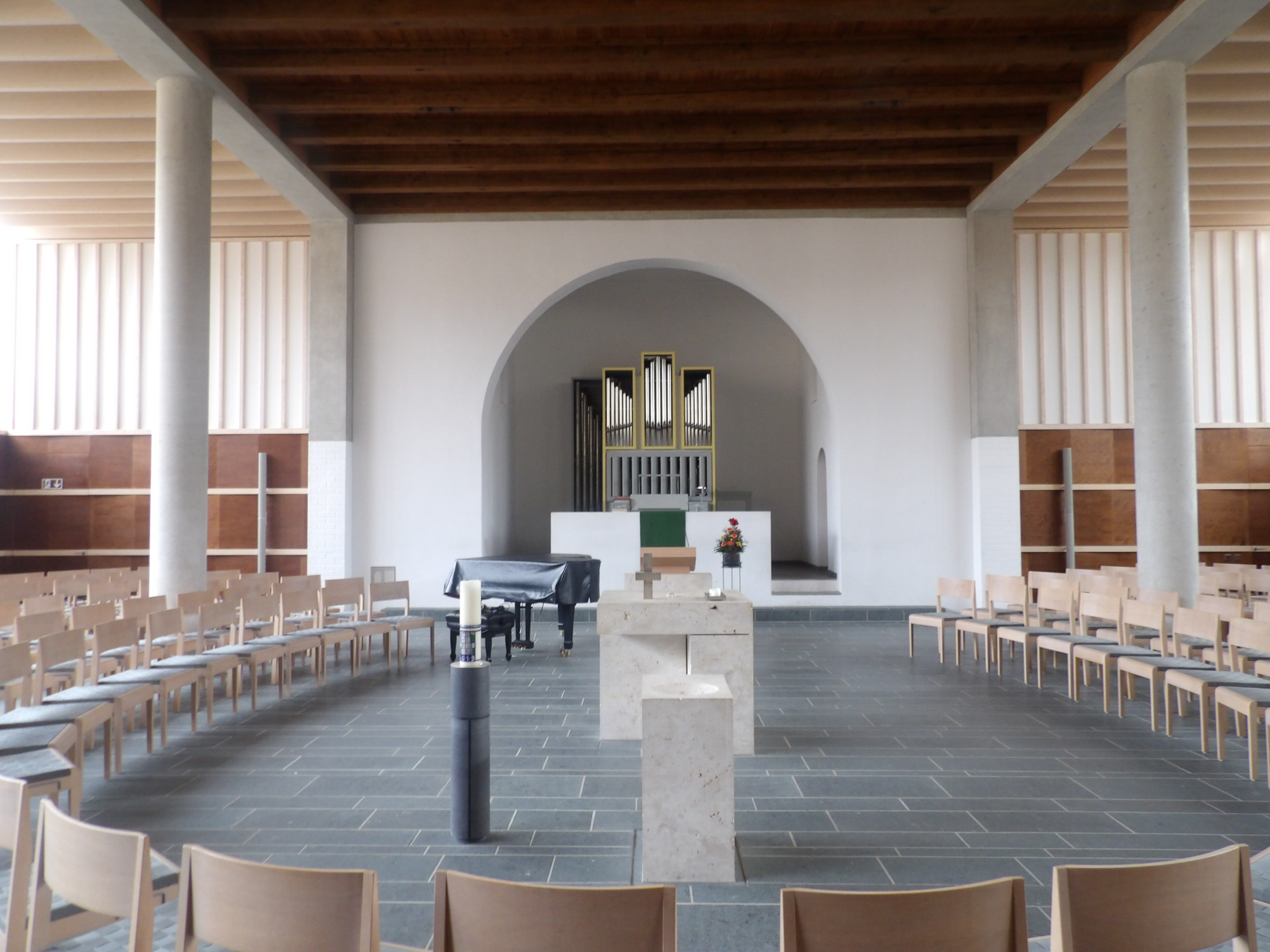
Innenraum der neuen Kirche von 2010

Herzogenaurach, früher zum Hochstift und Fürsterzbistum Bamberg gehörig, blieb auch durch die Zeit der Reformation hindurch immer eine katholische Stadt. Auch heute stellt die katholische Bevölkerung immer noch die größte konfessionelle Bevölkerungsgruppe in der Stadt. Über viele Jahrhunderte gab es kaum bis gar keine „Lutherische“ – wie sie von den Katholiken geringschätzend genannt wurden – in Herzogenaurach. Wenn, dann waren es Beamte, Kaufleute oder Handwerkern aus den protestantischen Städten im Umland. Diese wurden dann durch die ehemaligen Klosterkirchen in Frauenaurach und Münchaurach seelsorgerisch betreut. Mit der Auflösung der Fürstbistümer kam die Region 1816 zum Königreich Bayern. Von nun an konnten auch evangelische Christen in das Aurachstädtchen ziehen. Ab 1887 fanden erste evangelische Gottesdienste und Bibelstunden im Gasthof zum Bären statt.
1900 setzte Oberamtsrichter Bernhard Loritz, selbst evangelisch, durch, dass die Herzogenauracher Protestanten nicht mehr auf dem Klosterfriedhof in Münchaurach, sondern auf dem Stadtfriedhof beigesetzt wurden. Ein Jahr später gründeten die lutherischen Familien einen Kirchbau-Verein. Ab 1907 durften sie in der St.-Georg-Kapelle im Amtsschloss ihre Gottesdienste feiern. Im Jahr 1914 wurde die „Evangelische Tochtergemeinde zu Herzogenaurach“ offiziell gegründet. Die neue Gemeinde bekam von der Stadt auch ein Grundstück zugewiesen, auf dem das neue Gotteshaus gebaut werden sollte, doch der Erste Weltkrieg, die anschließende Wirtschaftskrise und die Inflation ließen dieses Projekt vorerst scheitern.
Dieses kleine Grundstück wurde 1931 gegen ein größeres auf der anderen Aurachseite ausgetauscht. Nun konnte auch mit den aktiven Planungen für den Kirchenneubau begonnen werden. Das Holz für das Gotteshaus stiftete der Braumeister Heller, der heute noch existierenden Stadtbrauerei. Am 24. September 1933 wurde der Grundstein gelegt, bereits nach einem Monat konnte im Oktober das Richtfest und im November die Weihe der zwei neuen Glocken gefeiert werden. Ein Jahr nach Beginn des Baues wurde die neue Christuskirche am 23. September 1934 unter großer Beteiligung, auch der anfänglich noch skeptischen Katholiken, geweiht werden.
Durch Flüchtlinge und Vertriebene sowie Arbeiter, die bei den drei großen Firmen der Stadt beschäftigt waren, wuchs die Zahl der Evangelischen im Laufe des 20. Jahrhunderts von ca. 500 auf über 5000. Das kleine Kirchlein konnte die Gemeinde nicht mehr fassen, sodass der Kirchenvorstand sich für den Neubau eines größeren Gotteshauses entschied.

## Architektur
2004 wurde nach langen Beratungen ein Architekturwettbewerb ausgelobt, den der Münchner Architekt Eberhard Wimmer gewann. Schließlich konnte am 21. März 2010 das neue Kirchengebäude eingeweiht werden.

## Ausstattung
2015 gestaltete Juliane Schölß ein Altarkreuz und die Leuchter.